# دیمرکاپرول
دیمرکاپرول (به انگلیسی: Dimercaprol) یک دارو است که برای درمان مسمومیت حاد با آرسنیک، جیوه و طلا استفاده می‌شود. این دارو به رده کیلات تعلق دارد.
رده درمانی: شلات‌کننده‌ها
اشکال دارویی: آمپول

## موارد مصرف
کاربرد اصلی آن به عنوان پادزهر مسمومیت با فلزات سنگین مانند آرسنیک، طلا، جیوه، مس و آنتیموان استفاده می‌شود. این‌داروهمراهEDTA در درمان مسمومیت حاد با سرب نیز استفاده‌می‌گردد.

## مکانیسم اثر
با باند شدن به یون‌های آرسنیک، طلا، جیوه، سرب و مس، ترکیبات کمپلکس نسبتاً پایدار، غیرسمی و محلول در آب (Mercaptides) تشکیل می‌دهد که توسط کلیه دفع می‌شوند. به‌دلیل‌ تمایل‌ آرسنیک به‌ دیمرکاپرول، با مصرف‌ این‌ دارو از وقفه‌ در کار آنزیم‌های‌ دارای گروه‌ سولفیدریل، جلوگیری می‌کند.

## فارماکوکینتیک
بالاترین غلظت پلاسمایی دیمرکاپرول نیم تا یک ساعت بعد از تزریق عضلانی آن حاصل می‌شود. نیمه عمر آن کوتاه است و حداکثر طی ۴ ساعت متابولیزه و دفع می‌گردد.

## عوارض جانبی
دستگاه عصبی مرکزی: سردرد، کرختی، اضطراب، ترمور، تشنج، شوک.
پوستی: کهیر، قرمزی، خارش، درد در محل تزریق، تب.
قلبی عروقی: افزایش فشارخون، تاکیکاردی.
گوارشی: تهوع، استفراغ، افزایش بزاق.
چشم، گوش، حلق و بینی: آبریزش از بینی، درد یا گرفتگی گلو، اشک‌ریزش.
ادراری تناسلی: احساس سوزش در آلت تناسلی، نفروتوکسیسیتی.
سیستمیک: آنافیلاکسی، اسیدوز متابولیک.